# Rona de Jos, Maramureș
Rona de Jos (în maghiară Alsóróna, în germană Unterrohnen) este satul de reședință al comunei cu același nume din județul Maramureș, Transilvania, România.

## Etimologie
Etimologia numelui localității: din hidron. Rona (< magh. rona „neted, câmpie" < sl. ravinŭ „șes, platou") + de + Jos. 

## Așezare
Satul Rona de Jos este așezat în partea central-nordică a județului, pe valea Ronișoarei, la 12 km distanță de orașul Sighetul Marmației.
Comuna Rona de Jos se întinde pe valea Ronișoarei ce izvorăște din pădurea Hera. Ea este inconjurata de localitatile:Rona de Sus la est, Valea Viseului la nord, Sighetu Marmației, Crăciunești-Tisa, Vadu Izei și Valea Porcului.

## Istoric
Primele atestatări documentare apar în anul 1360, cu ocazia înnobilării familiei Ulici după Coriolan Suciu; în anul 1390, după Alexandru Filipașcu sau chiar în anul 1402 după Ioan Mihaly de Apșa. Numele Rona provine de la rudus, rodus, rondus însemnând aramă neprelucrată (conform, Alexandru Filipașcu). În apropierea localității (Crăciunești) s-a descoperit un depozit de bronzuri datând din secolele XIII-XII î.Hr. De asemenea, la exploatările de sare din apropiere, s-au găsit monede de aur și argint de pe vremea împăraților romani și bizantini (Comodus, Marcian, Vitelius etc.) (conform, Ioan Mihali de Apșa).

## Economie
Economia localității este una predominant agricolă, bazată pe cultura plantelor, pomicultură și creșterea animalelor.

## Tradiții
Satul este bogat în tradiții, conservând legende și întâmplări interesante. În tradiția locală se vorbește de un tunel care s-ar afla la hotarul de răsărit al satului (după Mihai Dăncuș, George Cristea - Maramureș, un muzeu viu în centrul Europei). Familiile Nan și Tivadar sunt cele mai vechi familii nobile românești din Rona de Jos (Ioan Mihali de Apșa, Joody Pal, Ioan M. Bota).

## Monument istoric
- Biserica de lemn „Nașterea Maicii Domnului” (sec. XVIII).

## Personalități locale
În Rona de Jos își au originile:
- Ioan M. Bota (1920–2021), preot profesor dr., autor a peste 600 de lucrări științifice, general

## Imagini

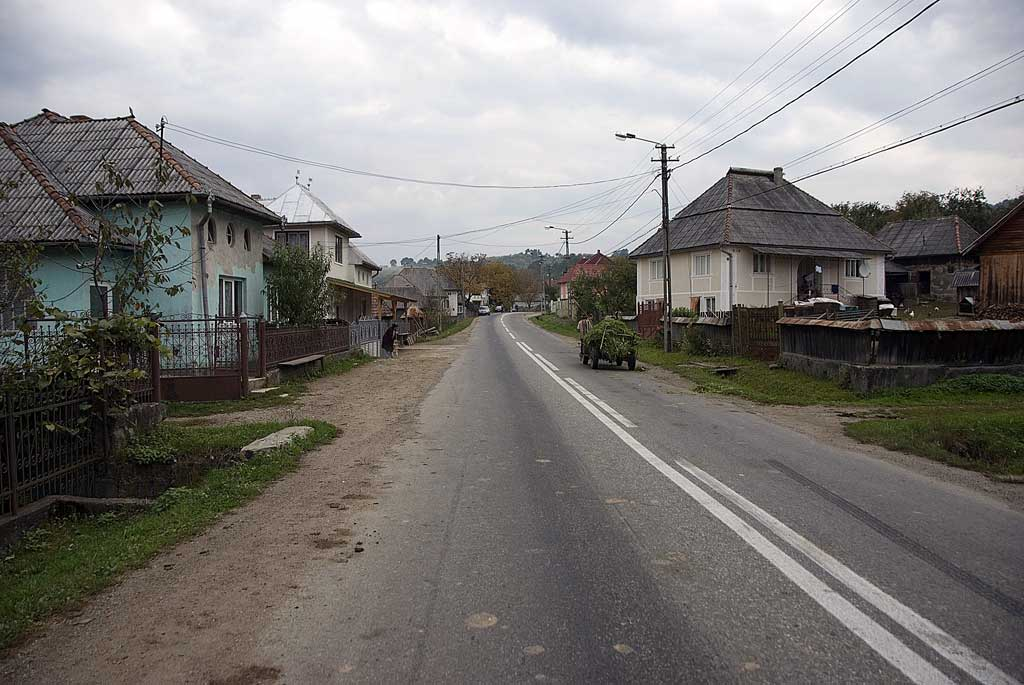
Stradă
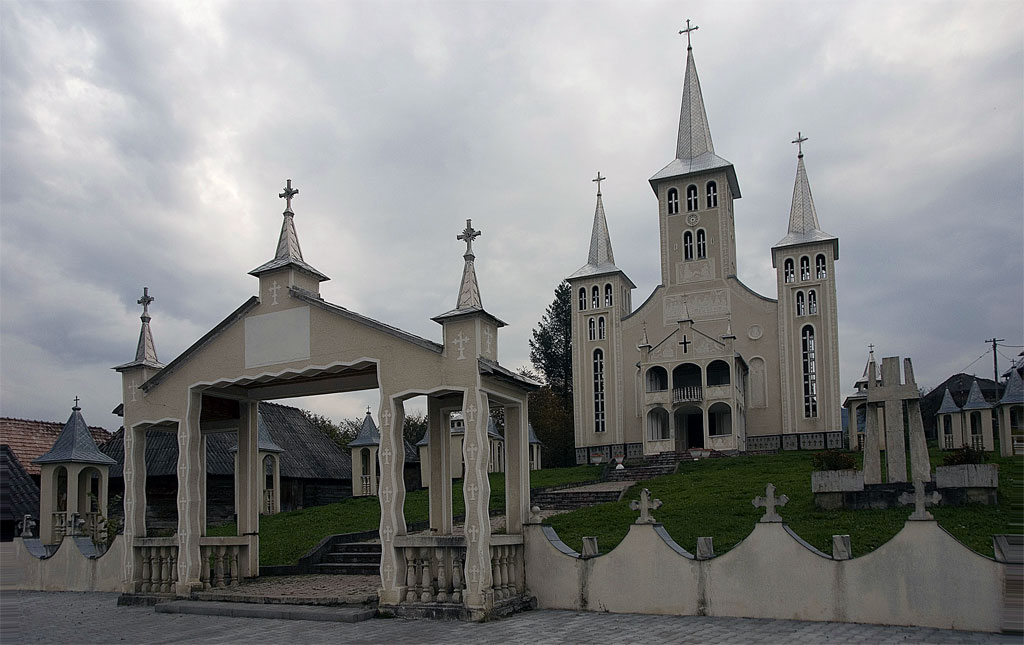
Biserica
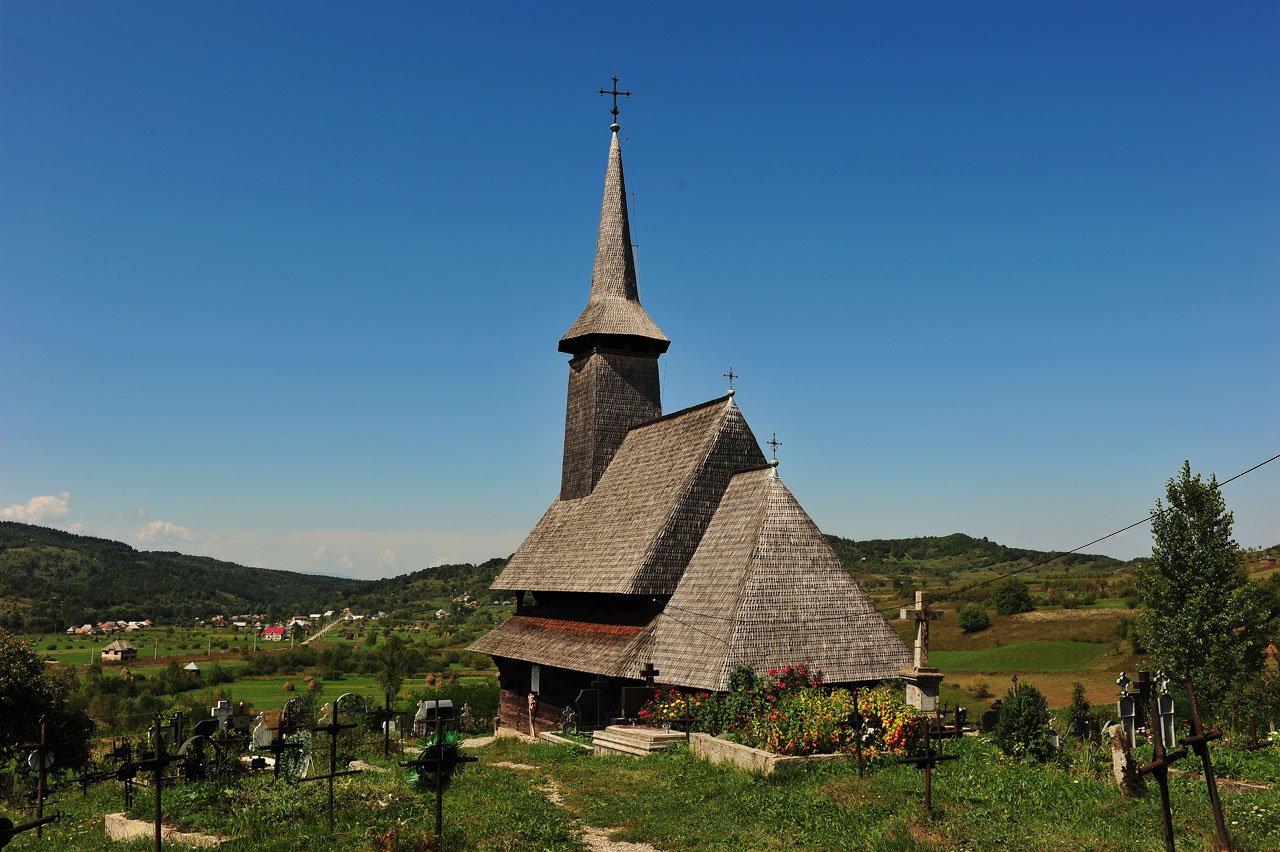
Biserica de lemn
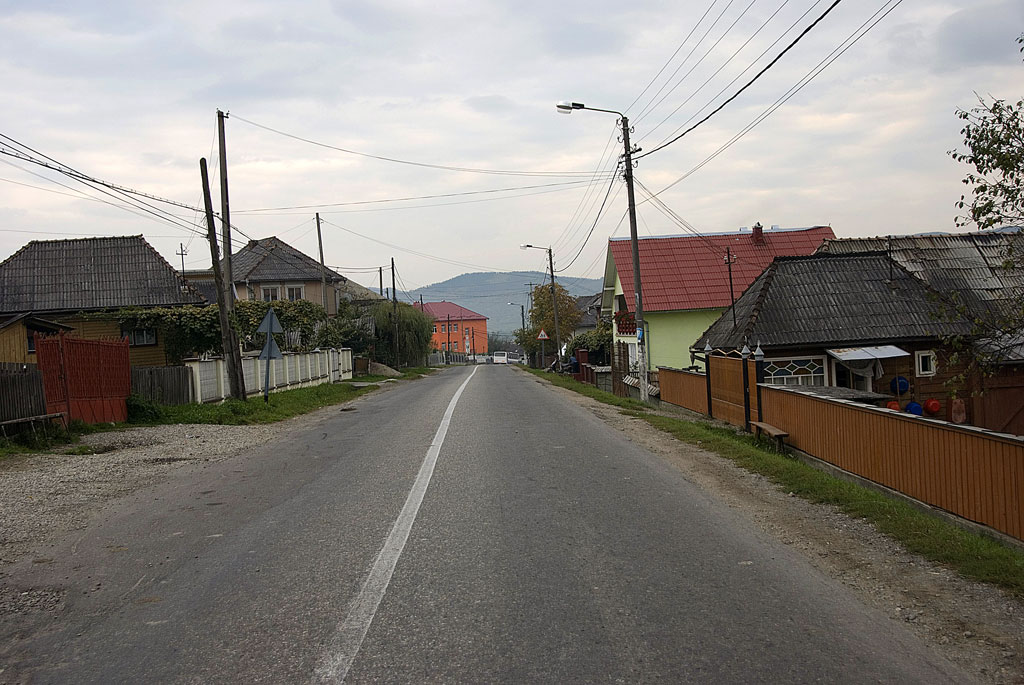
Stradă
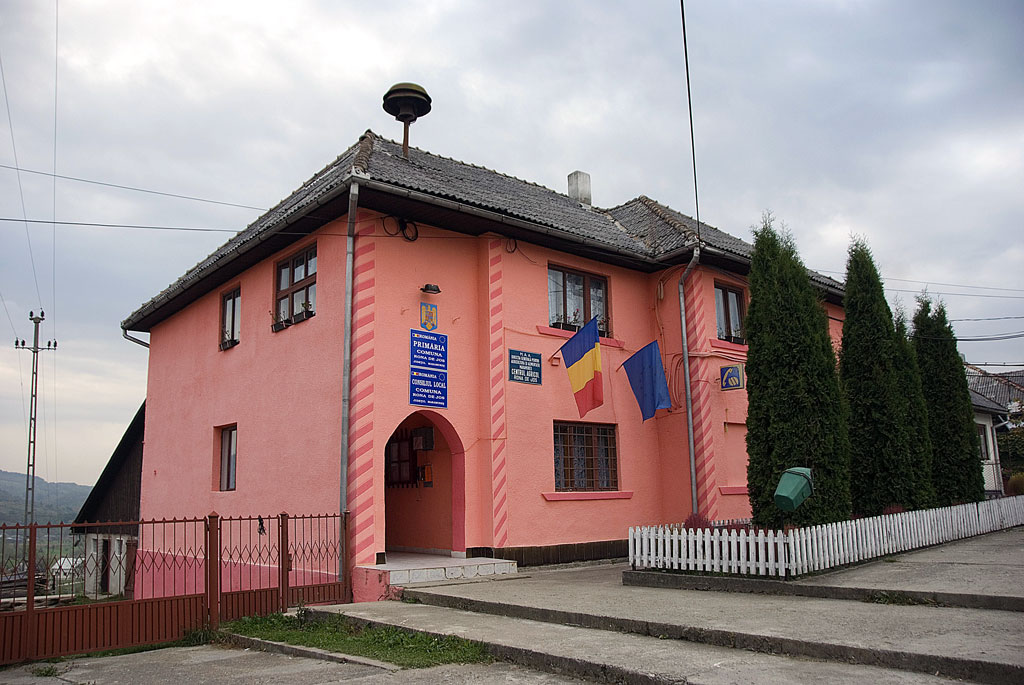
Consiliul Local
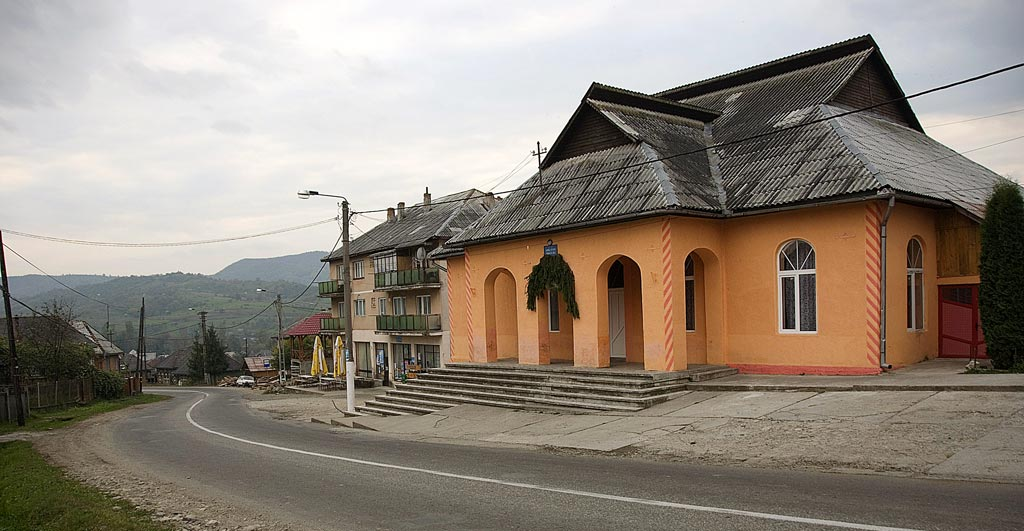
Centru
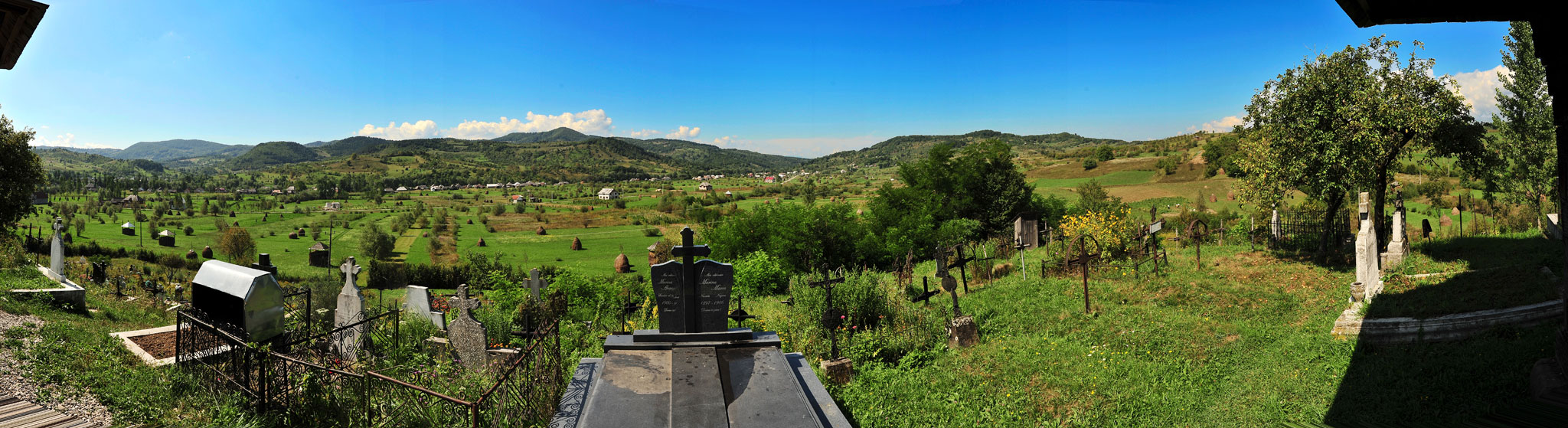
Panoramă
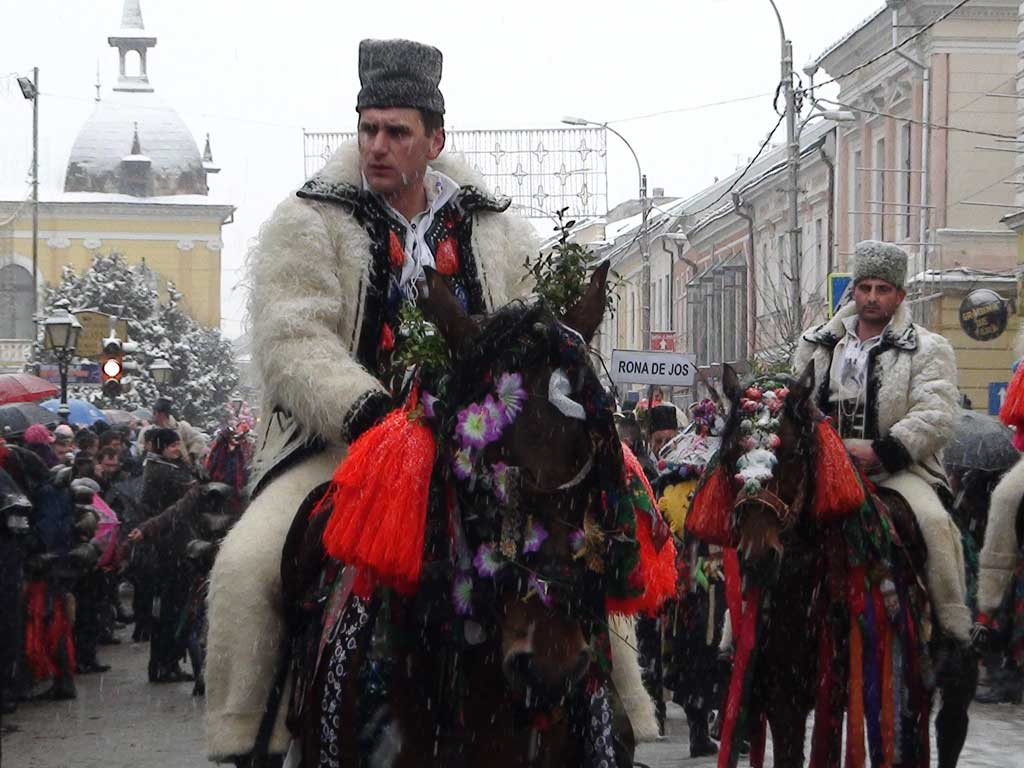
Festivalul de datini